# 목포한국병원
목포한국병원은 1988년에 설립된 병원이다. 전라남도 목포시 영산로 483에 있다.

## 연혁
- 1988년 5월 개원

## 권역응급의료센터
전남목포권역응급의료센터로 지정되어 전라남도 목포시, 무안군, 신안군, 영암군, 완도군, 진도군, 해남군을 관할한다.

### 항공장비

#### 운용 장비
헬리코리아로부터 임차한 아구스타웨스트랜드 AW-169 1대(HL9627)을 임차하여 2017년부터 운용중이다.

#### 퇴역 장비
대한항공으로부터 임차한 유로콥터 EC-135 1대(HL9496)를 2011년에 도입하여 2017년에 퇴역시켰다.